# Umm Tuwajna
Umm Tuwajna (arab. أم توينة) – wieś w Syrii, w muhafazie Hama. W 2004 roku liczyła 566 mieszkańców.